# Artistique-Europameisterschaft 1984

Logo CEB (ausrichtender Verband)

Veranstaltungsort:
Bendorf

Die Billard-Artistique-Europameisterschaft 1984 war das 27. Turnier in dieser Disziplin des Karambolagebillards und fand vom 8. bis zum 11. Dezember 1983 in Bendorf statt. Die EM zählte zur Saison 1983/84.

## Modus
Gespielt wurden 76 verschiedene Figuren mit verschiedenen Punktewertungen. Jeder Teilnehmer hatte pro Figur drei Versuche. Die maximale Punktzahl betrug 500 Punkte.

Gewertet wurde wie folgt:
1. Punkte = Erzielte Punkte
2. Versuche = Anzahl der gespielten Versuche
3. gelöste Figuren = gelöste Figuren
4. HS = Punkte der nacheinander gelösten Figuren
5. % = Prozentual gelöste Figuren

## Abschlusstabelle
| Platz                        | Name               | Punkte | Versuche | gel. Figuren | HS | %       |
| ---------------------------- | ------------------ | ------ | -------- | ------------ | -- | ------- |
| 1                            | Léo Corin          | 320    | 165      | 51           | 80 | 64,00 % |
| 2                            | Francis Connesson  | 308    | 158      | 50           | 42 | 61,60 % |
| 3                            | Jean Bessems       | 307    | 163      | 51           | 40 | 61,40 % |
| 4                            | Raymond Steylaerts | 304    | 170      | 49           | 42 | 60,80 % |
| 5                            | Robert Immervoll   | 272    | 177      | 46           | 46 | 54,40 % |
| 6                            | Ricardo Fernández  | 268    | 174      | 44           | 41 | 53,60 % |
| 7                            | Gert Tiedtke       | 229    | 167      | 39           | 26 | 45,80 % |
| 8                            | Angelo Casales     | 214    | 192      | 35           | 25 | 42,80 % |
| 9                            | Hans de Jager      | 201    | 185      | 34           | 27 | 40,20 % |
| 10                           | Günther Brockshus  | 190    | 187      | 31           | 34 | 38,00 % |
| Turnierdurchschnitt: 52,25 % |                    |        |          |              |    |         |